# Kazania gnieźnieńskie
Kazania gnieźnieńskie – zbiór kazań w języku polskim i łacińskim spisany na początku XV wieku.

## Historia
Rękopis kazań zachował się w bibliotece kapituły katedralnej w Gnieźnie (sygn. Ms 24), stąd też zbiór nazywany jest Kazaniami gnieźnieńskimi. Po Kazaniach świętokrzyskich stanowią najstarszy zabytek polskiej prozy kaznodziejskiej i jeden z najważniejszych zabytków języka polskiego.
Zbiór ma formę papierowego kodeksu formatu małego folio, składającego się z 190 kart. Powstał na terenie diecezji krakowskiej. Kodeks został spisany przez czterech różnych kopistów, przy czym kazania polskie wyszły spod jednej ręki.  Kazania w języku polskim zostały zapisane krótko po roku 1409, łacińskie zaś nieco wcześniej.
Kazania polskie spisał prawdopodobnie Łukasz z Wielkiego Koźmina (Koźmin Wielkopolski), bakałarz uniwersytetu praskiego, magister, profesor i rektor Akademii Krakowskiej. Łukasz z Koźmina mógł wygłaszać kazania w kościele parafialnym w Beszowej, gdzie pełnił funkcję rektora.

## Treść
Kazania gnieźnieńskie zawierają 10 kazań w języku polskim, 95 kazań w języku łacińskim oraz kilka wyjątków ze Złotej legendy Jakuba de Voragine. W kodeksie znajduje się również dodatek wszyty po oprawieniu, zawierający polskie modlitwy z końca XV wieku. 70 łacińskich kazań (spośród wszystkich 95) jest odpisem ze zbioru kazań de sanctis Peregryna z Opola, jedno zaś pochodzi z jego cyklu de tempore. Autorstwo pozostałych jest nieznane.

### Kazania polskie
Kodeks zawiera następujące kazania w języku polskim:
1. na Boże Narodzenie (k. 1–1v)
2. na Boże Narodzenie (k. 2–5v)
3. o św. Janie Chrzcicielu (k. 11–12v)
4. o św. Marii Magdalenie (k. 14–14v)
5. o św. Wawrzyńcu (k. 171v–172)
6. o św. Bartłomieju (k. 172v–174)
7. na Boże Narodzenie (k. 174–177v)
8. na Boże Narodzenie (k. 177)
9. o św. Janie Ewangeliście (k. 177v–178v)
10. o św. Janie Ewangeliście (k. 178v–184v)

Kazanie drugie jest przekładem kazania Peregryna z Opola, także kazanie dziesiąte oparte jest na kazaniu Peregryna. Podstawą kazania siódmego był tekst ze zbioru kazań Exemplar salutis Hieronima z Pragi. Pozostałe kazania zostały opracowane na podstawie różnych zbiorów kazań łacińskich, m.in. Jakuba de Voragine i Konrada Waldhausena. Kazania polskie świadczą o dużej samodzielności ich autora, mimo że są zależne w pewnym stopniu od obcych źródeł.
Kazania napisane są językiem zbliżonym do wypowiedzi potocznych i przeznaczone były dla słuchaczy prostych. Cechy językowe świadczą, że zabytek pochodzi z Wielkopolski. Polskie glosy znajdujące się przy kazaniach łacińskich sugerują, że również i one mogły być wygłaszane po polsku.
Początek kazania pierwszego na Boże Narodzenie:
Pisownia oryginalna
<Di>xit: Puer natus est / dzathky mile / Iʃze |

gako tho {vy} ʃzamy dobrze vecze / y teʃze vy | o them

tho {czϕʃto} ʃlychake gdiʃczyʃzϕ kthoremu |

krolevy albo xϕʃzϕczu ʃzin narodzy tedicz | vϕcz

pofʃzythkemv krolefʃtw poʃly beʃzϕ |

atho orϕdze {ony} pouedagϕcz yʃciʃzϕ geʃt {bil}

kro|leuicz narodzyl {a} takeʃczy ʃvϕczy angely | ʃzϕ{cz}

tho ony bily vczyniily {iʃze} gdiʃ{cy}ʃzϕ xc.

geʃt | byl narodzyl {tedicz vϕcz} yʃzecz ony ogego

narodze|nv ʃzϕcz nam bily pouedaly Anapouetrzucz |

ʃlothke pene ʃzϕcz ony bily ʃpeuaualy* | arzekϕc tako

{Gloria in excelsis} chuala bϕcz bogu nauiʃz=|ʃzokoʃczy

amir boʃzy bϕcz naʃzemy lud<ze>m | dobre vole
Pisownia współczesna
Dixit: Puer natus est. Dziatki miłe! Iże

jako to {wy} sami dobrze wiecie i teże wy o tem

to {często} słychacie, gdyż ci się ktoremu

krolewi albo książęciu syn narodzi, tedyć więc

po wszytkiemu krolewstwu pośli bieżą,

a to orędzie {oni} powiedając, iż ci się jest {był}

krolewic narodził. A takież ci święci anjeli są{ć}

to oni byli uczynili, {iże} gdyż {ci} się Kryst

jest był narodził, {tedyć więc} iżeć oni o jego

narodzeniu sąć nam byli powiedali, a na powietrzu{ć}

słodkie pienie sąć oni byli śpiewali, a rzekąc tako:

{Gloria in excelsis} Chwała bądź Bogu na wysokości,

a mir Boży bądź na ziemi ludziem dobre wole.
Objaśnienia:
- { } – litery lub wyrazy dopisane w rękopisie między rządkami tekstu albo na marginesie
- < > – uzupełnienie miejsca uszkodzonego w rękopisie
- * – błąd pisarski
- | – granica rządka tekstu w rękopisie